# 村井俊雄 (陸軍軍人)
村井 俊雄（むらい としお、1886年（明治19年）11月1日 - 1966年（昭和41年）3月31日）は、大日本帝国陸軍軍人。最終階級は陸軍中将。

## 経歴
1886年（明治19年）に滋賀県で生まれた。陸軍士官学校第20期卒業。1935年（昭和10年）1月22日に陸軍士官学校学生隊長に就任し、3月15日に陸軍歩兵大佐に進級した。1937年（昭和12年）1月には戦車第4大隊長に転じた。
1938年（昭和13年）7月15日に陸軍少将に進級し、留守第2師団司令部附となった。1939年（昭和14年）11月には新規編制された独立混成第16旅団長（北支那方面軍・第1軍）に就任し、河北省の守備に任じた。1941年（昭和16年）3月1日に陸軍中将に進級し待命、3月31日に予備役に編入された。1945年（昭和20年）3月31日に召集され東京連隊区司令官兼東京地区司令官に就任した。
1947年（昭和22年）11月28日、公職追放仮指定を受けた。